# PIVOT CROSS
PIVOT CROSS（ピヴォクロス）は、札幌市中央区にある商業施設。南2条西4丁目で営業していたピヴォの事実上の後継施設。

## 概要
南2条西4丁目で営業していたピヴォは2019年（令和元年）12月に大阪府拠点のダイビルが買収。近隣のペンタグラムビル、ダイビルピヴォ南館（旧桂和MTビル）とともに、2023年（令和5年）中に解体されることになり、2023年5月16日に営業を終了した。
2023年（令和5年）6月8日に株式会社ピヴォはIKEUCHI ZONE（開業当初は札幌アルタ）が出店していたビルを改装し、「PIVOT CROSS（ピヴォ クロス）」を開業した。
PIVOT CROSSは、南1条の交差点に位置していることから、人と人が交わる場所であることを願い命名された。
ピヴォの事実上の後継施設となるが、移転でなく新たなコンセプトの店舗として運営するとした。以前の商業施設から営業中のZARAのほか、PIVOTから移転してきたテナントや新規テナントなど32店舗が入る。オープン時は、23店舗がオープン、残り9店舗は7月以降、順次入って9月半ばに全館フルオープンの予定とした。
この日、9時50分からキックオフセレモニーが行われ、テープカットを行った。副社長兼館長の丹内大博は、「売り場面積はピヴォの半分くらいのため、ターゲットを働く女性に特化して洋服やエステ、美容整形、サロンなど美と健康のテナントを揃えた。コロナ禍でテナント各社も厳しい経営を強いられているため、テナントリーシングは難しかった」と話し、年商30億円を目指すとした。札幌アルトの圡屋は「向かいのIKEUCHI GATEとともに地域の発展に繋がればと思う」と話した。

## フロア
詳しい出店テナントの情報は公式サイト「フロアガイド」を参照。（フロアガイドは2023年11月現在のもの）
- 8F：札幌TAクリニック、スリムビューティハウス
- 7F：ウィールール、スローティ ラテ、ネイルサロン アンドヴァ、椿サロン 大通
- 6F：アイクラックト ストア 札幌、トレボル 、ボークス 、キスト／キストマリア、サンキューマート
- 5F：コロンビア 、スピンズ、ヴィレッジヴァンガード
- 4F：メディストア、グレイトフル 、ピーチェ 、ゴージ、オンデーズ 、エムズ エキサイト 、アンティカルチャー
- 3F：アズール バイ マウジー、リップサービス 、リゼクシー 、エメフィール、アングリッド、ピーチ・ジョン
- 2F：ザラ
- 1F：ザラ、ガルニエ
- B1F：ザラ
- B2F：ステップゴルフ エクストラ、カーブス

ザラは、当建物が「IKEUCHI ZONE」として営業していた当時から入居しており、「IKEUCHI ZONE」が閉業してほとんどのテナントが撤退してからも当建物で営業を継続していた。

## アクセス
公共交通機関
- 地下鉄「大通駅」17番出口より徒歩1分[11]

自動車
以下の駐車場の利用者は、買物額による駐車料金割引を受けられる。
- DO PARK 南1西2パーキング - 併設
- DO PARK KPパーキング - 近隣の南2条西2丁目12-4（KPビル）に所在